# Table ronde sur l'huile de palme durable

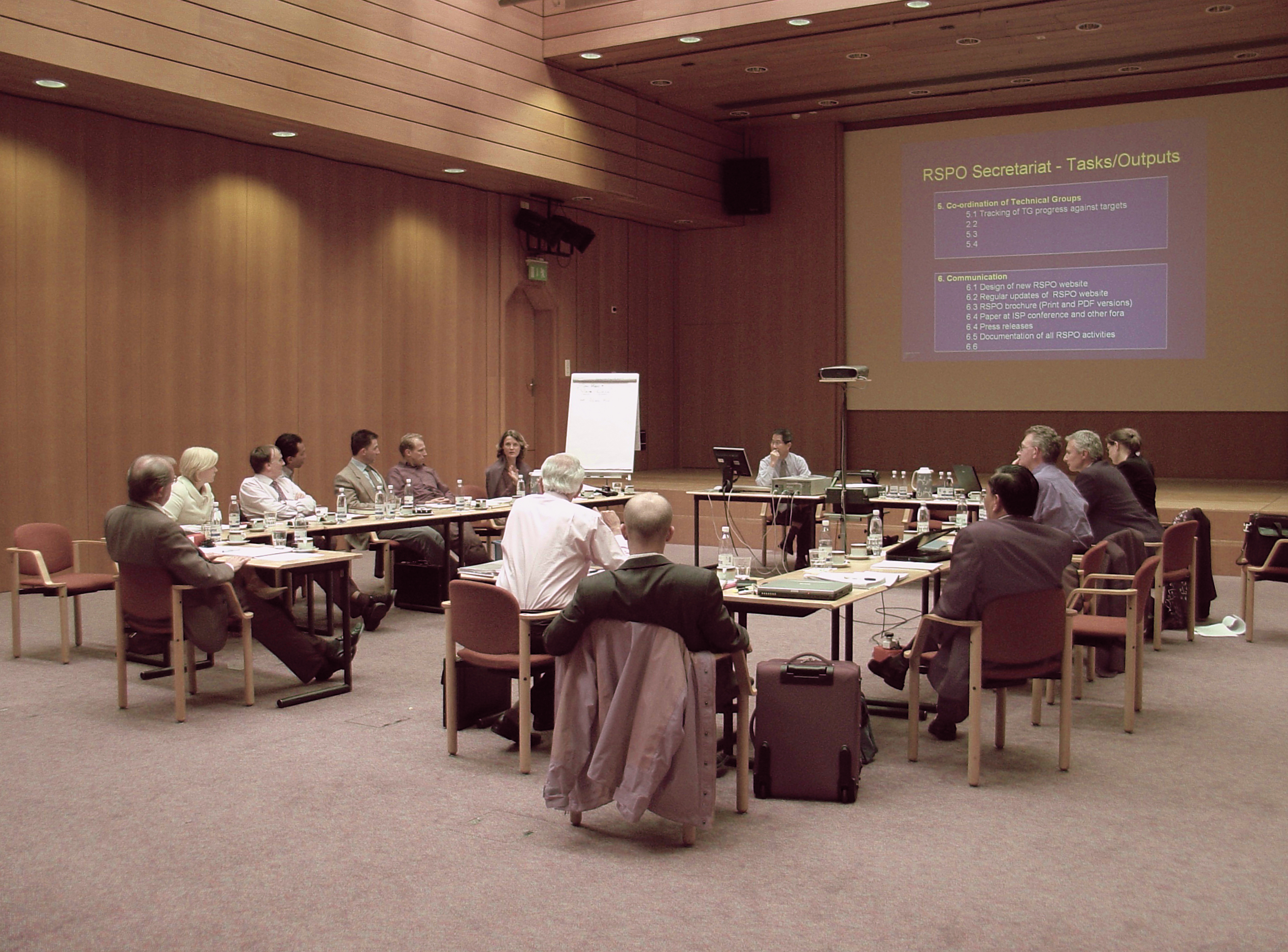
Table ronde no 2 à Zurich en 2005.

La table ronde sur l'huile de palme durable (ou RSPO, de l'anglais Roundtable on Sustainable Palm Oil) est une organisation internationale créée en 2004 dans l'objectif de promouvoir la production et l'utilisation d'huile de palme durable grâce à la mise en place et au respect de normes mondiales engageant les diverses parties prenantes du secteur et conduisant à la mise sur le marché d'huile de palme certifiée durable (ou CSPO, de l'anglais Certified Sustainable Palm Oil, certains étiquetages portant la mention huile de palme ségréguée RSPO). Elle rassemble des producteurs, des négociants, des fabricants de biens de consommation, des revendeurs, des banques et investisseurs ainsi que des ONG de défense de l'environnement et des droits sociaux.
Le siège de l'association est situé à Zurich, en Suisse, tandis que le secrétariat est basé à Kuala Lumpur, en Malaisie, avec un bureau satellite à Jakarta, en Indonésie. La RSPO compte actuellement 4 706 membres de 94 pays.

## Fonctionnement
Depuis 2011, un logo CSPO peut être apposé sur les produits contenant de l’huile certifiée.
En 2012, RSPO réunit plus de 1 000 acteurs volontaires issus de 50 pays différents. On compte des revendeurs, des industriels, des transformateurs, des ONG, des investisseurs…
La certification CSPO (Certified Sustainable Palm Oil) s’effectue au niveau de l’huilerie de la palmeraie et non au niveau de l’entreprise. Un producteur participant à RSPO ne produit donc pas forcément d’huile CSPO.
Il existe quatre niveaux de certification de l’huile : 
- « identity preserved » (identité préservée) : les produits livrés à l'utilisateur final sont identifiables de manière unique à un seul moulin et à sa base d'approvisionnement et sont conservés physiquement isolés de toutes les autres sources d’huile de palme tout au long de la chaîne d'approvisionnement ;
- « segregated » (ségrégation) : indique que l’huile de palme utilisée pour fabriquer le produit est tracée et séparée des autres huiles non vérifiées sur toute la chaîne d’approvisionnement ; c'est le seul niveau qui ne s’applique qu’à l’huile de palme 100 % « durable » ;
- « mass balance » (balance de masse) : l’huile de palme utilisée est majoritairement durable, mais sans séparation le long de la chaîne d’approvisionnement ; le produit contient donc un mélange d’huile de palme durable et non durable ;
- « book and claim » (réserver et revendiquer) : le fabricant achète simplement des certificats Green Palm, indépendamment de la chaîne d’approvisionnement réelle.

## Critiques
Cette certification est critiquée sur divers aspects :
En 2013, l'International Labor Rights Forum et Sawit Watch publient les résultats d'une enquête qui révèle « un manque de respect flagrant pour les droits humains dans certaines des plantations que la RSPO certifie « durable » », en particulier du travail forcé et du travail des enfants.
Son efficacité est pour l'instant considérée comme très limitée par l'Union internationale pour la conservation de la nature (UICN) qui affirme dans un rapport de 2018 que ce système de certification « s’est avérée, jusqu’à présent, à peine plus efficace pour empêcher la déforestation que son équivalente non-certifiée », tout en soulignant le caractère assez récent de cette initiative et son potentiel pour améliorer la situation.

### Analyse scientifique
En juillet 2020, des scientifiques confirment, par une analyse détaillée d'images satellite, ce qu'indiquaient plusieurs études empiriques et enquêtes : la production d'huile de palme certifiée « durable » a donné lieu à la déforestation des forêts tropicales de Sumatra et de Bornéo et à la dégradation de l'habitat des mammifères en danger au cours des 30 dernières années,.